# Lau Kapur
Lau Kapur is een bestuurslaag in het regentschap Karo van de provincie Noord-Sumatra, Indonesië. Lau Kapur telt 503 inwoners (volkstelling 2010).